# إيميلي دي فورست
إيميلي شارلوت فيكتوريا دي فورست (بالدنماركية: Emmelie de Forest)‏ الشهيرة بإيميلي دي فورست (من مواليد 28 فبراير 1993 في ريندرز) هي مغنية وكاتبة أغان دنماركية.